# Catagramma pauper
Catagramma pauper är en fjärilsart som beskrevs av Hopp 1922. Catagramma pauper ingår i släktet Catagramma och familjen praktfjärilar. Inga underarter finns listade i Catalogue of Life.